# Кокоев, Зураб Ревазович
Зура́б Рева́зович Коко́ев (род. 14 февраля 1960, Сталинир) — южноосетинский государственный и политический деятель, предприниматель, исполняющий обязанности премьер-министра Южной Осетии (с мая по 5 июля 2005 года), глава Юго-Осетинской Республиканской политической партии «Единство».

## Биография
- Родился в городе Сталинир Юго-Осетинской автономной области (ныне — г. Цхинвал, Республика Южная Осетия).
- В 1977 году окончил среднюю школу № 3 города Цхинвал. С 1977 года по 1982 год учился в Юго-Осетинском государственном педагогическом институте.
- С 1982 года по 1984 год проходил срочную службу в рядах Советской Армии.
- С 1985 года по 1991 год находился на комсомольской работе: освобождённый секретарь первичной комсомольской организации ПТУ № 131, инструктор Юго-Осетинского обкома комсомола, первый секретарь цхинвальского райкома комсомола.
- С 1991 года, до приостановления деятельности Коммунистической партии Советского Союза, второй секретарь Цхинвальского горкома партии.

## Политик и предприниматель Южной Осетии
- В период с 1993 года по 2002 год занимался предпринимательской деятельностью.
- С 2002 года по 2004 год работал главой администрации города Цхинвал.
- В 2003 году учредил Юго-Осетинскую Республиканскую политическую партию «Единство», которую возглавляет со дня образования по настоящее время.
- В 2005 году исполнял обязанности председателя Правительства Республики Южная Осетия (с мая по 5 июля).
- С октября 2003 года по 31 декабря 2005 года — первый заместитель председателя Правительства Республики Южная Осетия.
- 2010 — первый заместитель председателя парламента Республики Южная Осетия.
- C 5 октября 2011 — и. о. председателя парламента Республики Южная Осетия.

## Награды
- Орден Дружбы (13 февраля 2013 года, Южная Осетия) — за большой личный вклад в дело укрепления государственности Республики Южная Осетия, а также за заслуги в развитии парламентаризма в Республике Южная Осетия и многолетний добросовестный труд[1].
- Орден Дружбы (12 июля 2010 года, Россия) — за большой вклад в становление российско-югоосетинских межпарламентских связей, укрепление дружбы и сотрудничества между народами Российской Федерации и Республики Южная Осетия[2][3].

## Семейное положение
Женат, имеет дочь.